# Мэйцзян
Мэйцзя́н (кит. упр. 梅江, пиньинь Méi Jiāng) — река в южном Китае, в Мэйчжоу провинции Гуандун. Её исток находится в уезде Цзыцзинь городского округа Хэюань провинции Гуандун; сливаясь с реками Тинцзян и Мэйтаньхэ она образует реку Ханьцзян.
Притоки: Ухуахэ (五华河), Линцзянхэ (琴江河), Нинцзян, Чэнцзян (程江), Шикухэ (石窟河), Сунъюаньхэ (松源河), Юшухэ (柚树河).
От названия реки происходит название городского округа Мэйчжоу и его районов Мэйцзян и Мэйсянь, через которые она протекает.